# Адхам Ванлі
Сеїф Ванлі (араб. أدهم وانلي, англ. Adham Wanly, *1908, Александрія — 1959) — єгипетський художник, один із засновників розвитку сучасного мистецтва (в т.ч. модерну) в єгипетському образотворчому мистецтві ХХ століття. Рідний брат Сеїфа Ванлі.
Адхам Ванлі (разом з братом) навчався малюванню в студії італійського художника Оторіно Беккі (Otorino Becchi). 
У 1942 році вони спільно з братом Сеїдом відкрили свою власну художню майстерню в Александрії. Удвох вони взяли участь у більш ніж півтора десятках виставок, в тому числі й за кордоном, де репрезентували тогочасне єгипетське образотворче мистецтво, найважливішими серед останніх були Венеціанське бієнале та художня виставка у Сан-Паулу (Бразилія). 
Роботи братів Ванлі, Адхама та Сеїфа, експонуються в різних музеях, зокрема, в рідній їм Александрії цілий поверх Музею Махмуда Саїда присвячено їхній творчості.
1. 1 2  https://artsandculture.google.com/entity/wd/m03hn7gp